# Oga
Oga (jap. 男鹿市, -shi) ist eine Stadt in der Präfektur Akita auf Honshū, der Hauptinsel von Japan.

## Geschichte
Die Stadt Oga wurde am 31. März 1954 aus den ehemaligen Gemeinden Oganaka, Toga, Iriai, Wakimoto und Funagawako gegründet. Ihre heutige Ausdehnung erreichte die Stadt Oga 2005 im Zuge der großen Heisei-Gebietsreform, als die alte Stadt Oga mit der Stadt (-machi) Wakami aus dem Kreis Süd-Akita zu einer neuen Oga-shi fusionierte.

## Geographie
Oga liegt nördlich von Akita auf der Oga-Halbinsel am Japanischen Meer.

## Kultur
Bekannt ist die Stadt Oga für die jährliche Namahage-Tradition zum Jahreswechsel, die seit 1978 als „wichtiges immaterielles volkstümliches Kulturgut“ (重要無形民俗文化財 jūyō mukei minzoku bunkazai, siehe Kulturgutschutzgesetz (Japan)) Japans geschützt wird.

## Verkehr
- Zug:
  - JR Oga-Linie
- Straße
  - Nationalstraße 101

## Angrenzende Städte und Gemeinden

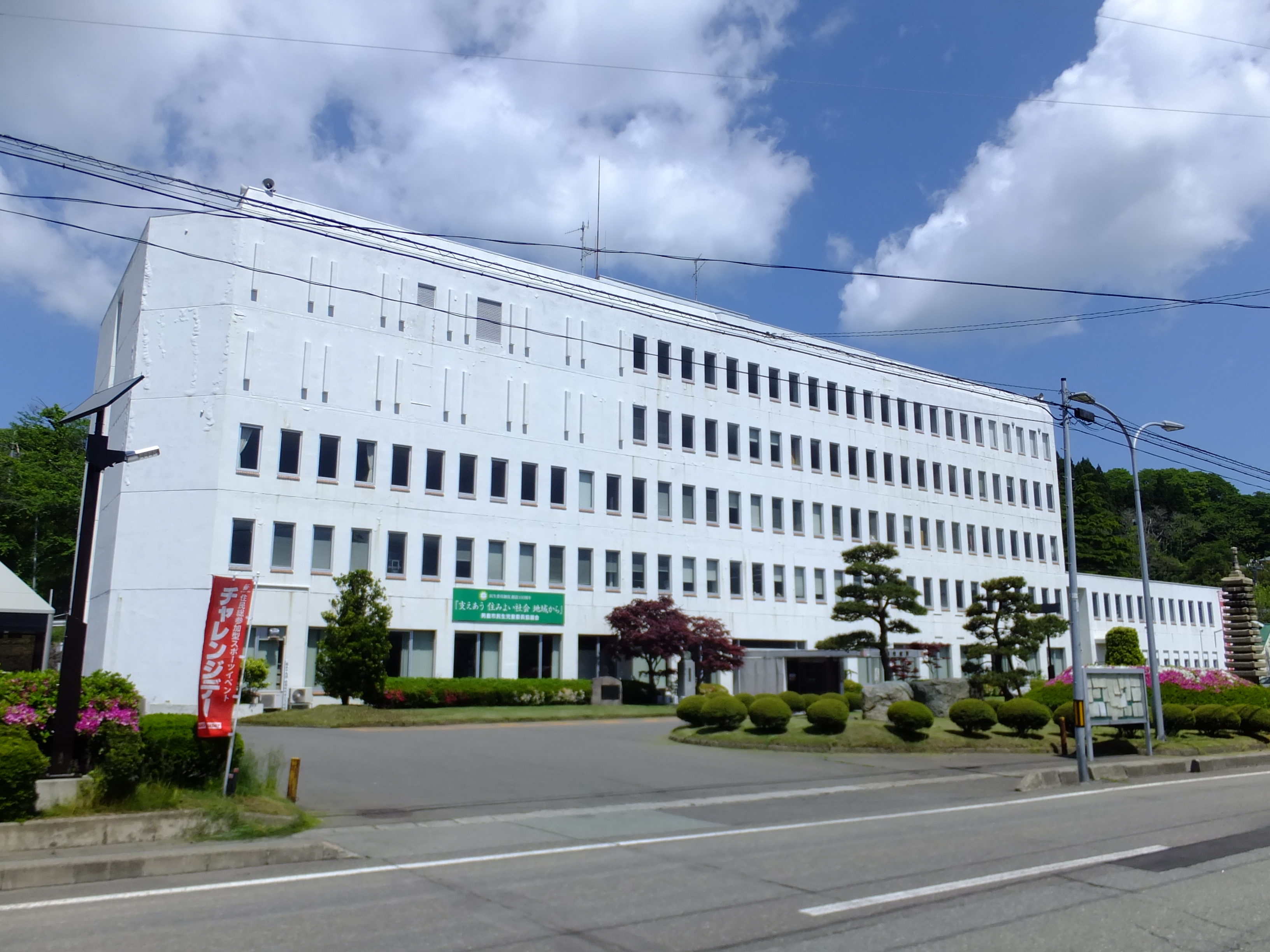
Rathaus

- Katagami
- Ōgata
- Mitane